# Sterling Grant
Sterling Grant (Minneapolis, 1º giugno 1987) è un'ex sciatrice alpina statunitense.

## Biografia
Attiva in gare FIS dal novembre del 2002, la Grant esordì in Nor-Am Cup il 2 gennaio 2003 a Mont-Garceau in slalom gigante e in Coppa del Mondo l'11 dicembre 2005 ad Aspen in slalom speciale, in entrambi i casi senza completare la gara. In Nor-Am Cup conquistò il primo podio  il 6 gennaio 2006 a Mont-Sainte-Anne in slalom speciale (2ª) e la prima vittoria il 15 marzo successivo a Panorama nella medesima specialità.
Ottenne il miglior piazzamento in Coppa del Mondo il 30 novembre 2008 ad Aspen in slalom speciale (29ª), l'ultima vittoria in Nor-Am Cup il 3 febbraio 2009, a Nakiska nella medesima specialità, e l'ultimo podio nel circuito continentale nordamericano il 15 marzo successivo a Lake Placid, sempre in slalom speciale (2ª). Prese per l'ultima volta il via in Coppa del Mondo il 17 gennaio 2010 a Maribor in slalom speciale, senza qualificarsi per la seconda manche, e al termine di quella stessa stagione 2009-2010 abbandonò le competizioni di massimo livello, pur continuando a prendere parte a gare minori fino al definitivo ritiro avvenuto in occasione di uno slalom gigante universitario disputato il 23 febbraio 2012 a Bridger Bowl e non completato dalla Grant. In carriera non prese parte a rassegne olimpiche o iridate.

## Palmarès

### Coppa del Mondo
- Miglior piazzamento in classifica generale: 131ª nel 2009

### Coppa Europa
- Miglior piazzamento in classifica generale: 68ª nel 2008
- 1 podio:
  - 1 terzo posto

### Nor-Am Cup
- Miglior piazzamento in classifica generale: 5ª nel 2009
- Vincitrice della classifica di slalom speciale nel 2006 e nel 2009
- 10 podi:
  - 3 vittorie
  - 5 secondi posti
  - 2 terzi posti

#### Nor-Am Cup - vittorie
| Data            | Località         | Paese  | Specialità |
| --------------- | ---------------- | ------ | ---------- |
| 15 marzo 2006   | Panorama         | Canada | SL         |
| 6 gennaio 2007  | Mont-Sainte-Anne | Canada | SL         |
| 3 febbraio 2009 | Nakiska          | Canada | SL         |

Legenda:

SL = slalom speciale

### Campionati statunitensi
- 1 medaglia
  - 1 argento (slalom speciale nel 2007)